# Kenneth John Conant
Kenneth John Conant, né le 28 juin 1894 et mort le 3 mars 1984, est un historien américain spécialiste de l'architecture médiévale.

## Biographie
Il naquit à Neenah (Wisconsin) de John F. Conant et Lucie Mickelsen, fit ses études à Harvard en 1911 avec Herbert Langford Warren. Après des études en Europe (où il suivit notamment les cours en auditeur libre de Marcel Aubert à l'École nationale des chartes) et un service militaire dans le corps expéditionnaire américain lors de la première Guerre Mondiale (42e division, corps du génie), il fut blessé lors de la Seconde bataille de la Marne. Il revint en Europe en 1920 pour un voyage où il découvrit l'architecture médiévale sous la férule de Kingsley Porter. De retour aux États-Unis, il enseigna l'histoire de l'architecture à Harvard entre 1920 et 1955.

Sa grande œuvre est l'étude de l'Abbaye de Cluny qu'il étudia par sondage à partir de 1924, avec le soutien de la fondation Guggenheim en 1927. Il considérait cette construction comme l'accomplissement architectural de l'art roman européen.

Il s'intéressa aussi à l'art orthodoxe, participa aux fouilles à Kiev de 1936-1938 et se convertit à l'orthodoxie. 
Une fois à la retraite, il continua à publier et ses œuvres les plus connues sont : 
- Carolingian and Romanesque Architecture 800-1200, The Pelican History of Art 13. Baltimore: Penguin, 1959;
- Cluny, les églises et la maison du chef d'ordre, Mâcon, Protat Frères, 1968, édition Bailey, Albert Edward.

En 1940 un groupe de ses étudiants fonda la S.A.H. ou Société des Architectes et Historiens sous son patronage. Il eut une grande influence sur Bertram Grosvenor Goodhue.
Il mourut à Bedford (Massachusetts).
Fait chevalier de la Légion d'honneur en 1936, Kenneth John Conant fut promu officier de cet ordre trente ans plus tard. La distinction lui fut remise le 21 mai 1966 par André Vimeney, préfet de Saône-et-Loire. 
Il fut fait citoyen d'honneur de la ville de Cluny, qui possède par ailleurs une rue à son nom.
En 1977, à l'initiative de l'association Splendide Bourgogne (dont il fut président d'honneur à partir de 1964, à la suite de Paul Cazin), est paru aux Éditions Bourgogne-Rhône-Alpes (Mâcon) un recueil intitulé Mélanges d'histoire et d'archéologie offerts au professeur Kenneth John Conant, rassemblant les contributions de vingt-quatre auteurs, en « témoignage de gratitude, manifeste d'admiration à l'égard du savant, de l'historien qui a consacré depuis un demi-siècle la majeure partie de ses efforts, de son temps, de sa science à l'histoire de l'abbaye de Cluny et au monde clunisien » (préface de Roland Martin, membre de l'Institut, 284 pages).